# فرودگاه سوچاوا
فرودگاه سوچاوا (به انگلیسی: Suceava Airport) (به زبان بومی: Aeroportul Suceava "Ştefan cel Mare") یک فرودگاه همگانی مسافربری با کد یاتا SCV است که یک باند فرود بتن دارد و طول باند آن ۱۸۰۰ متر است. این فرودگاه در شهر سوچاوا کشور رومانی قرار دارد و در ارتفاع ۴۱۹ متری از سطح دریا واقع شده است.